# AK-130
L'AK-130 est un canon naval automatique bitube de conception russe de calibre 130 mm, d'une capacité de tir de 10 à 40 coups par minute par canon. Il est équipé d'un système de refroidissent par eau. 

## Histoire
La conception du canon débute en juin 1976 à la KB Arsenal. Un premier canon à un seul tube, désigné A-217, est fabriqué, suivi du bitube A-218, qui sera choisi en raison de sa cadence de tir plus élevée et de son attrait pour l'amiral de la marine de l'URSS Sergueï Gorchkov.
L'usine Barricades produit les premiers exemplaires. Le canon est mis à l'essai sur le destroyer du Projet 956 pendant 5 ans puis mis en service en URSS le 1er novembre 1985.

## Classes de navires équipées de l'AK-130
- Croiseurs de la classe Slava (projet 1164)
- Croiseurs de bataille de la classe Kirov (projet 1144)
- Destroyers de la classe Sovremenny (projet 956)
- Destroyers de la classe Oudaloï II (Projet 1155.1)